# Ksawerów (powiat łódzki wschodni)
Ksawerów – wieś w Polsce położona w województwie łódzkim, w powiecie łódzkim wschodnim, w gminie Nowosolna.
W latach 1975–1998 miejscowość należała administracyjnie do ówczesnego województwa łódzkiego.
Zobacz też: Ksawerów, Ksawerów Nowy, Ksawerów Stary, Ksawerówka